# Annales (Tacitus)

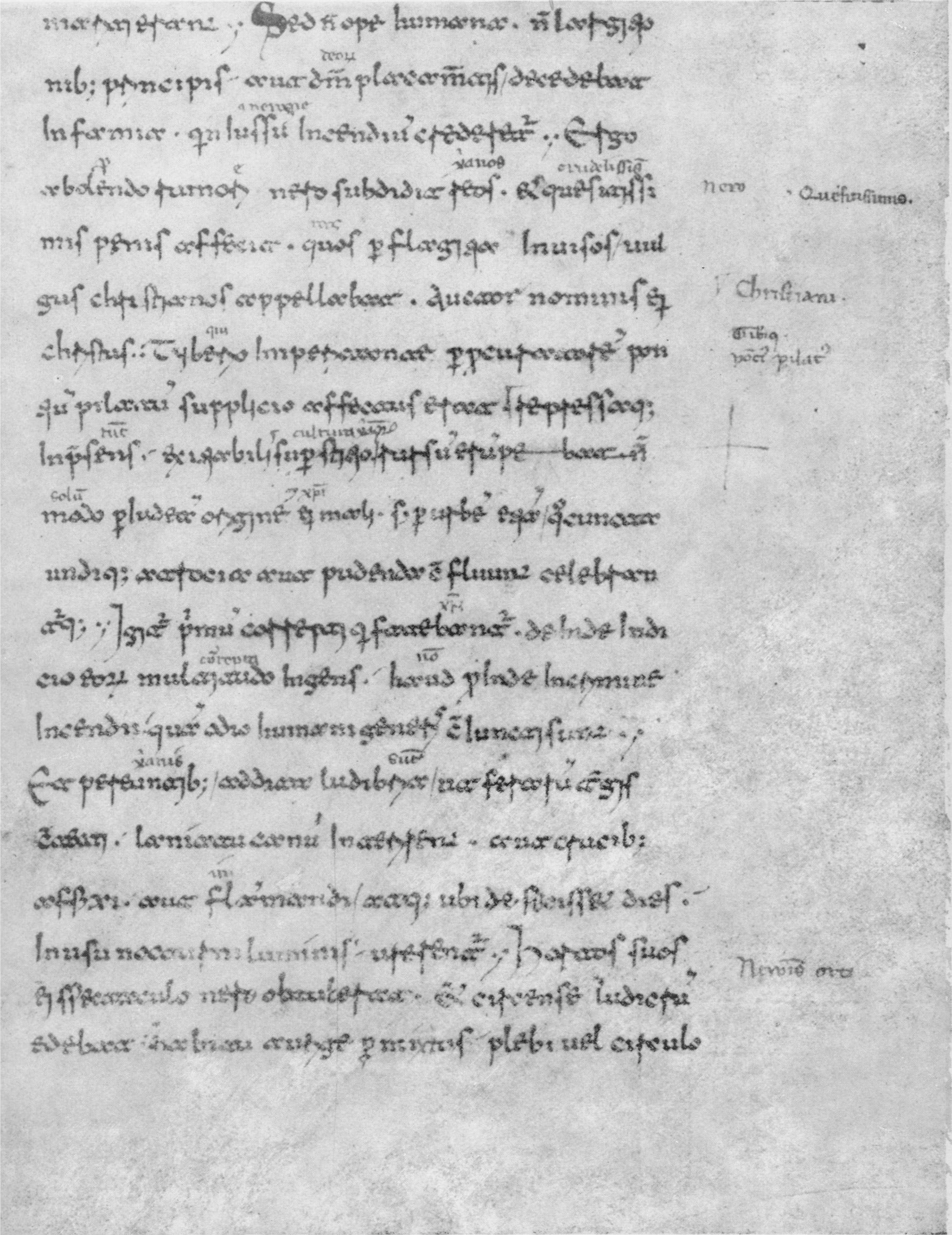
Blad ur Annales. Handskrift från 1000-talet.

Annales (latin: ”årsböcker”, ”annaler”, ”krönikor”) är den romerske historikern och senatorn Tacitus historieverk om romarriket från Tiberius till Nero, det vill säga åren 14–68 e.Kr. I inledningen bedyrar Tacitus att han skriver sine ira et studio, ”utan hat eller förkärlek”.